# Свети Димитър (Градешница)
Вижте пояснителната страница за други значения на Свети Димитър.
„Свети Великомъченик Димитър“ или „Свети Димитрий“ (на македонска литературна норма: „Свети Димитар“, „Свети Димитриј“) е църква в мариовското село Градешница, част от Преспанско-Пелагонийската епархия на Македонската православна църква – Охридска архиепископия.

## Местоположение
Църквата е гробищен храм, разположен на западния вход на селото, в южното подножие на средновековния град Пеща.

## История
Църквата е построена върху раннохристиянски храм.
Някои автори отнасят стенописната живопис на църквата към края на XIV и началото на XV век, но проучванията на други автори отнасят части от стенописите и зидания иконостас към началото на XVI век.
В 1992 година църквата е обявена за паметник на културата. В 2000 година Институтът за защита на паметниците на културата и музей – Битоля взима превантивни мерки за защита на архитектурата и стенописите.

## Архитектура
Църквата представлява малка, изградена от камък, еднокорабна сграда с правоъгълна основа и вход от запад. Градена е от дялан и полудялан камък, с който е изграден и полукръглият свод. Има каменен олтар, смятан за уникален.

## Живопис
Над западния вход има ниша, в която е изписан патронът Свети Димитър.
Иконостасът е с дебелината на стените и на него с фрески са предадени ликовете на Исус Христос, Богородица Умиление, Свети Димитър и Свети Никола.
Стенописите не са цялостно запазени. В наоса, на южната страна е Дейсисната композиция, Свети Архангел Михаил. Във втората зона са Свети Йоан, Свети Климент, Света Ана и други. В третата зона: Лазаревото Възкресение, Кръщението, Рождество Христово. На западната страна е композицията Успение Богородичино. Запазената живопис в наоса и на иконостаса се различава от тази в олтарната апсида. Съдейки по стилистичните характеристики, тя най-вероятно е от XIV век, а живописта в апсидата, макар и да е сходна с останалата, повече отговаря на XV век.